# راشد حسین
راشد حسین (عربی: راشد حسين؛ زاده: ۱۹۳۶ – درگذشته: ۱ فوریه ۱۹۷۷) نماینده فرهنگی سازمان آزادیبخش فلسطین در سازمان ملل متحد شد.

## زندگی‌نامه
راشد حسین در روستای أم الفحم متولد شد و در سال ۱۹۴۴ با خانواده‌اش به حیفا رفت. وی به دلیل جنگ ۱۹۴۸ با خانواده‌اش از حیفا نقل مکان کرد و به روستای مصمص، زادگاه خود بازگشت.
او از سن کوچکی شروع به نوشتن شعر نمود و در یک فاصله کوتاه او نخستین شاعر فلسطینی در داخل کشور فلسطین شد. اولین کتاب شعر او در سن بیست سالگی منتشر شد.
پس از فارغ‌التحصیلی او به مدت سه سال به عنوان یک معلم مشغول به کار شد و به دلیل فعالیتهای سیاسی از اینکار کناره‌گیری کرد و به عنوان سردبیر مجله‌های «الفجر» «المرصاد» و «المصوّر» شروع به کار کرد.
او به‌طور واقعی و عملی دست به مقاومت زده و فعالیت مخفی داشت و سردبیر نشریه سیاسی و از فعالین جنبش کمونیستی در صفوف حزب کارگران متحد بود.

## پیوستن به سازمان آزادیبخش فلسطین
راشد حسین در سال ۱۹۶۷ به ایالات متحده رفت و تابعیت اسراییلی خود را پس داد که در این رابطه اسراییل مانع دیدارش با خانواده اش شد.
او به سازمان آزادیبخش فلسطین پیوست و نماینده فرهنگی آن در سازمان ملل متحد شد.
او برای خبرگزاری فلسطینی وفا کار می‌کرد، جایی که او سعی کرد روح واقعی انقلابی را در آن به جریان اندازد و در این رابطه با بوروکراتهای این خبرگزاری برخورد کرد، و از حمایت رئیس‌جمهور عرفات و فاروق قدومی برخوردار بود و آنها مانع از دخالت بوروکراتها در کار او شدند.

## فعالیت‌ها
راشد حسین در طول جنگ ۱۹۷۳ به سوریه سفر کرد و به عنوان سردبیر در رادیوی سوریه برای بخش عبری کار کرده و در تأسیس مؤسسه مطالعات فلسطین مشارکت کرد.
در سال ۱۹۷۳ به نیویورک بازگشت و در آنجا به عنوان خبرنگار خبرگزاری فلسطینی WAFA مشغول به کار شد.
برجسته‌ترین فعالیت‌های رسانه ای او در محافل علمی آمریکا بود، جایی که او در بسیاری از سمینارها و گفتگوها در رابطه با فلسطین مشارکت داشت.

## درگذشت
راشد حسین در اول فوریه ۱۹۷۷، با سوزاندن خانه‌اش در نیویورک، ترور شد. بدن وی به زادگاهش در روستای مصمص بازگردانده شد و در آن به خاک سپرده شد.
در سال ۱۹۹۰ به او مدال فرهنگ و هنر القدس اهدا شد.